# Gunung Panton
Gunung Panton är ett berg i Indonesien.   Det ligger i provinsen Aceh, i den västra delen av landet, 1 700 km nordväst om huvudstaden Jakarta. Toppen på Gunung Panton är 992 meter över havet.
Terrängen runt Gunung Panton är lite bergig.Runt Gunung Panton är det mycket glesbefolkat, med 4 invånare per kvadratkilometer. I omgivningarna runt Gunung Panton växer i huvudsak städsegrön lövskog.